# Лонток, Рамон
Рамон Лонток (исп. Ramón Lontoc jr., 27 августа 1917 — 26 января 1997) — филиппинский шахматист, национальный мастер.
Восьмикратный чемпион Филиппин (1931, 1935, 1940, 1941, 1947, 1949, 1956, 1958 гг.).
В составе сборной Филиппин участник шахматной олимпиады 1974 г.
Научился играть в шахматы в возрасте 5 лет. Первыми наставниками были отец и старшие братья. В возрасте 8 лет стал победителем юниорского чемпионата Филиппин. В возрасте 14 лет завоевал свой первый титул победителя взрослого чемпионата страны.
В 1933 г. принимал участие в показательных выступлениях А. А. Алехина (в рамках кругосветного турне чемпиона мира). В паре с Х. Менкарини сыграл с Алехиным вничью в сеансе одновременной игры вслепую.
В 1967 г. участвовал в показательных выступлениях Р. Фишера (сеанс одновременной игры с часами для сильнейших филиппинских шахматистов в Мералько).
По воспоминаниям Ф. Кампоманеса, Лонток «имел дар игры в простых позициях и мастерски освоил переход в эндшпиль».

## Книга
- Lontoc Jr., Ramon. Fifty Golden Years of Philippine Chess History. Manila: PMI Colleges, 1976.

## Спортивные результаты
| Год  | Город | Соревнование                               | + | − | = | Результат | Место |
| ---- | ----- | ------------------------------------------ | - | - | - | --------- | ----- |
| 1931 |       | Чемпионат Филиппин                         |   |   |   |           | 1     |
| 1933 |       | Чемпионат Филиппин                         |   |   |   |           | 1     |
| 1940 |       | Чемпионат Филиппин                         |   |   |   |           | 1     |
| 1941 |       | Чемпионат Филиппин                         |   |   |   |           | 1     |
| 1947 |       | Чемпионат Филиппин                         |   |   |   |           | 1     |
| 1949 |       | Чемпионат Филиппин                         |   |   |   |           | 1     |
| 1956 |       | Чемпионат Филиппин                         |   |   |   |           | 1—2   |
| 1958 |       | Чемпионат Филиппин                         |   |   |   |           | 1     |
| 1974 | Ницца | XXI Олимпиада (сборная Филиппин, запасной) | 4 | 6 | 1 | 4½ из 11  |       |